# Lee Dickson
Lee Dickson (* vor 1976 Glasgow) ist ein schottischer Elektriker, Gitarrist, Lichttechniker, Mechaniker und Songschreiber. Der Schotte wurde bekannt als Gitarrentechniker von Eric Clapton.

## Leben
Dickson wuchs in Glagow auf und verfolgte während seiner Jugend populäre Rockbands wie die Average White Band. Als er im Jahr 1976 nach England kam, arbeitete Dickson als Lichttechniker im Tournee-Team von Eric Clapton, bis er im Dezember 1979 während eines Auftrittes in Japan zu Claptons Gitarrentechniker befördert wurde. Bis er seine Arbeit für Clapton im Jahr 2009 niederlegte, arbeitete Dickson 30 Jahre für Clapton.